# Neopetrosia densissima
Neopetrosia densissima är en svampdjursart som först beskrevs av Wilson 1904.  Neopetrosia densissima ingår i släktet Neopetrosia och familjen Petrosiidae.
Artens utbredningsområde är Galápagosöarna. Inga underarter finns listade i Catalogue of Life.